# Lezginbjergene
Lezginbjergene (lezgisk: Лезги сувар, russisk: Лезгинские горы) er en bjergkæde i den østlige del af Store Kaukasus. Bjergene ligger hovedsageligt i den sydøstlige del af Dagestan (Rusland) og delvist i det nordlige Aserbajdsjan.

## Geografi
Lezginbjergene strækker sig langs den sydlige skråning af Store Kaukasus, nord for Samur-floddalen. Flere floder, som løber gennem Kubin-regionen, har deres udspring i disse bjerge og munder ud i Det Kaspiske Hav. Blandt disse floder er Samur, Kuzar-çaj, Kudžal, Ak-çaj, Kara-çaj, Galadžik, Valvele-çaj, Şabran, Devi-çaj, Gelgen-çaj, Atak-çaj og Çekal-çaj.
Den højeste top er Bazardjuzi (4.466 m), som ligger på grænsen til Aserbajdsjan. Bjerget Şalburz (4.142 m) har også særlig kulturel betydning.

## Historie
I hjertet af Lezginbjergene ligger en fæstning bygget ved sammenløbet af de brusende floder Samur og Ahti-çaj. Den blev opført efter ordre fra zaren under den russiske erobring af Dagestan. Imam Shamils naib, Danijal-beg Ilisujski, advarede lezginerne og andre bjergfolk i Dagestan mod den russiske trussel og opfordrede dem til at forsvare deres grænser til det sidste.

## Eksterne links
- Russisk Wikipedia-artikel om Lezginbjergene